# Savannah Challenger 2010
Il Savannah Challenger 2010, noto anche come Tail Savannah Challenger, è stato un torneo professionistico di tennis maschile giocato sulla terra verde, che faceva parte dell'ATP Challenger Tour 2010. Si è giocato a Savannah negli USA dal 3 al 9 maggio 2010.

## Partecipanti

### Teste di serie
| Nazionalità | Giocatore       | Ranking* | Testa di serie |
| ----------- | --------------- | -------- | -------------- |
| Stati Uniti | Taylor Dent     | 105      | 1              |
| Stati Uniti | Jesse Levine    | 110      | 2              |
| Argentina   | Brian Dabul     | 121      | 3              |
| Stati Uniti | Ryan Sweeting   | 135      | 4              |
| Stati Uniti | Michael Yani    | 147      | 5              |
| Stati Uniti | Donald Young    | 155      | 6              |
| Stati Uniti | Alex Kuznetsov  | 158      | 7              |
| Stati Uniti | Robert Kendrick | 160      | 8              |

- Ranking al 26 aprile 2010.

### Altri partecipanti
Giocatori che hanno ricevuto una wild card:
- Jan-Michael Gambill
- Daniel Kosakowski
- Greg Ouellette
- Fritz Wolmarans

Giocatori passati dalle qualificazioni:
- Roman Borvanov
- Luka Gregorc
- Cecil Mamiit
- Nicholas Monroe

Giocatori con protected ranking:
- Kei Nishikori

Giocatori lucky loser:
- Kaden Hensel

## Campioni

### Singolare
Kei Nishikori ha battuto in finale  Ryan Sweeting con il punteggio di 6–4, 6–0

### Doppio
Jamie Baker /  James Ward hanno battuto in finale  Bobby Reynolds /  Fritz Wolmarans con il punteggio di 6–3, 6–4